# Work at a Pizza Place
Work at a Pizza Place is een rollen- en simulatiespel op het online computerspelplatform Roblox. Het spel werd ontwikkeld door de toen vijftienjarige Roblox-gebruiker Michael "Dued1" Sligh en werd voor het eerst uitgebracht op 28 maart 2008. Het behoort tot de populairste spellen op het platform.

## Spelverloop
In Work at a Pizza Place werken spelers samen in een pizzeria om bestellingen van klanten af te handelen. Binnen de pizzeria kunnen zij verschillende rollen vervullen waarmee ze virtueel geld verdienen. Dit geld kan worden gebruikt om virtuele woningen te upgraden en in te richten met meubels. De beschikbare functies zijn kassamedewerker, kok, verpakkingsmedewerker, bezorger, leverancier en manager. Elke functie heeft specifieke verantwoordelijkheden, variërend van het opnemen van bestellingen en het bereiden van pizza’s tot het bezorgen van maaltijden en het beheren van het team. Managers hebben bovendien de bevoegdheid om bonussen toe te kennen, medewerkers van de dag aan te wijzen en spelers te sanctioneren.

## Ontwikkeling
Work at a Pizza Place was oorspronkelijk gebaseerd op de concepten van een gelijksoortig spel genaamd Work at a Krusty Krab, maar dit spel werd begin 2008 gesloten vanwege auteursrechtelijke problemen.

## Ontvangst
In januari 2021 stond het spel op de negende plaats in de lijst van meest populaire spellen op Roblox, met 2,9 miljard bezoeken.

De ontwikkelaar van Work at a Pizza Place, Michael Sligh, verdient zijn volledige inkomen uit dit spel. In 2014 schatte hij tussen de $ 45.000 en $ 50.000 te hebben verdiend, voornamelijk door in-game aankopen waarmee spelers virtuele meubels en andere items konden aanschaffen. Het succes van Work at a Pizza Place weerspiegelt een bredere trend waarbij jongeren wereldwijd aanzienlijke bedragen verdienen via Roblox. Topontwikkelaars kunnen zelfs tot $ 20.000 per maand verdienen. Voor Sligh is het spel sindsdien zijn fulltime baan geworden, die hem tot 2021 meer dan $ 100.000 heeft opgeleverd.